# 佩鲁穆奇
佩鲁穆奇（Perumuchi），是印度泰米尔纳德邦Vellore县的一个城镇。总人口8140（2001年）。

## 人口
该地2001年总人口8140人，其中男性4334人，女性3806人；0—6岁人口1221人，其中男651人，女570人；识字率77.67%，其中男性为82.53%，女性为72.12%。